# Bellegra
Bellegra est une commune italienne d'environ 2 800 habitants, située dans la ville métropolitaine de Rome Capitale, dans la région Latium, en Italie centrale.

## Géographie
Bellagra est située sud des monts Ruffiens.

### Hameaux
Les frazione de Bellagra sont Vennere, Maiuro le cese, Camorano, Fontanafresca, Vaccarecce, Vadocanale et La Missione.

### Communes limitrophes
Bellagra est attenante aux commune d'Affile, Gerano, Olevano Romano, Pisoniano, Rocca Santo Stefano, Roiate et San Vito Romano.

## Administration
| Période                                  | Période  | Identité         | Étiquette     | Qualité |
| ---------------------------------------- | -------- | ---------------- | ------------- | ------- |
| 15 mai 2011                              | En cours | Domenico Moselli | Liste civique |         |
| Les données manquantes sont à compléter. |          |                  |               |         |